# (8064) Lisitsa
(8064) Lisitsa (1978 RR) – planetoida z pasa głównego asteroid okrążająca Słońce w ciągu 4,66 lat w średniej odległości 2,79 au. Odkryta 1 września 1978 roku.